# Heinz Pruckner
Heinz Pruckner (* 6. April 1911 in Ollersbach bei Neulengbach als Heinrich Matthias Pruckner; † 4. Juli 1979 in Wien) war ein österreichischer Beamter (Sektionschef), Sportler, Fußballschiedsrichter, Sportjournalist und Sportfunktionär.
Zwischen 1962 und 1969 war er Präsident des SK Rapid Wien und von 1969 bis 1972 Präsident des Österreichischen Olympischen Comités.

## Leben und Wirken

### Schulausbildung und Studium
Heinz Pruckner wurde am 6. April 1911 als Sohn des Gendarmen Mathias Pruckner (* 3. September 1878 in Wilfleinsdorf) und dessen Ehefrau Franziska (geborene Ecker; * 10. Februar 1889 im Ödengraben bei Altlengbach) in Ollersbach geboren und drei Tage später auf den Namen Heinrich Matthias getauft. Seine Eltern hatten am 2. Februar 1909 in der Pfarrkirche St. Christophen geheiratet. Seine Großeltern väterlicherseits waren Johann und Rosalia Pruckner (geborene Czecil) und die Großeltern mütterlicherseits waren Michael und Franziska Ecker (geborene Schlüsselberger). Seine Mutter war eine Cousine des Präsidenten des Verwaltungsgerichtshofes Josef Schlüsselberger. Die Schulausbildung begann mit dem Besuch der fünf Klassen der Volksschule in Korneuburg, gefolgt von den beiden ersten Klassen des Realgymnasiums in Korneuburg bzw. in Wien-Floridsdorf. Mit etwa 13 Jahren wechselte er im Jahr 1924 an das Stiftsgymnasium Seitenstetten und war hier bei der katholischen Pennalie Udonia (später KÖStV Udonia Seitenstetten im MKV) aktiv. 1930 maturierte Pruckner, der in seiner Schule auch am Theater mitgewirkt hatte, in Seitenstetten und inskribierte in weiterer Folge an der Rechts- und Staatswissenschaftlichen Fakultät der Universität Wien. Hier trat er am 24. Oktober 1930 der KaV Norica Wien und erhielt den Couleurnamen Harald. Aufgrund des frühen Todes seiner Eltern – der Vater starb 1933, die Mutter 1935 – musste sich Pruckner das Studium als Werkstudent selbst finanzieren. Im Zuge der Abspaltung des ÖCV vom CV am 10. Juli 1933 fungierte Norica als Vorort des nun gegründeten Dritten ÖCV, zu dessen 1. Vorortsschriftführer Pruckner gewählt wurde. Neben Alfred Benn, der wenige Jahre später im Zweiten Weltkrieg fallen sollte, war Pruckner der Mitunterzeichner des sogenannten Abschaltungsbriefes vom 11. Juli 1933. 1935 schloss Pruckner sein Studium als abs. iur. ab; ein Jahr später folgte am 8. Mai 1936 seine Promotion zum Dr. iur. Auch nach 1945 engagierte sich Pruckner im ÖCV und war etwa 1946/47 erster Vorortsbeisitzer unter Johann Wollinger. Von 1954 bis 1958 war er Philisterconsenior der Norica und 1968 wurde er Bandphilister der AV Edo-Rhenania Tokio.

### Beamtenkarriere
Nach seinem Studium und einer kurzen Gerichtspraxis am Landesgericht für Strafsachen Wien trat er mit 12. Juni 1935 in den Dienst der Niederösterreichischen Landesregierung. In weiterer Folge erfuhr er eine kurze Verwendung unter Felix Batsy bei der Bezirkshauptmannschaft von Hietzing-Umgebung, ehe er im Frühjahr 1936 seinen Dienst in der Wiener Landesregierung aufnahm und dort zuletzt im Rechtsbüro tätig war. Am 13. September 1937 heiratete er in der Pfarrkirche Weinhaus die Private Ernesta Antonie Göbel (* 28. Juni 1916 in Wien; † 16. Juni 1988 in Baden). Zu dieser Zeit wohnte Pruckner auf der Adresse Schopenhauerstraße 15 in Wien-Währing, während seine Ehefrau zu dieser Zeit auf der nur wenige hundert Meter entfernten Adresse Währinger Straße 170 lebte. Im Trauungsbuch ist als Pruckners Berufsbezeichnung Landesregierungskommissär angeführt. Nach dem Anschluss Österreichs im März 1938 wurde er vom Dienst suspendiert und – zu diesem Zeitpunkt knapp 28-jährig – mit 31. März 1939 ohne Anspruch auf den Ruhegenuss in den dauernden Ruhestand versetzt. Am 1. März 1939 erfolgte Pruckners Einberufung zur Luftwaffe der Wehrmacht, woraufhin er über den gesamten Zweiten Weltkrieg hinweg auf den Kriegsschauplätzen in Frankreich, Italien, Russland, Griechenland und Jugoslawien diente. In den letzten Kriegstagen war Pruckner mit seiner Einheit im Raum Tulln eingesetzt, als an seinem 34. Geburtstag, dem 6. April 1945, die Rote Armee in der Gegend einzog und es zu Kämpfen kam. Im Zuge des Gefechts wurde Pruckner verwundet, kam in ein Lazarett in Kitzbühel und geriet von dort in Kriegsgefangenschaft der US-Amerikaner.
In Folge seiner Entlassung und Heimkehr diente Pruckner ab 29. Juni 1945 unter dem damaligen Tiroler Landeshauptmann Karl Gruber und war Präsidialsekretär beim Staatskommissär für die unmittelbaren Bundesangelegenheiten im Land Tirol. Mit 1. Jänner 1946 erfolgte Pruckners Einberufung in das Unterrichtsministerium nach Wien, wo er im Präsidium tätig war und danach innerhalb des Präsidiums weitere Tätigkeitsfelder übernahm. Ab Juli 1947 war er Stellvertreter des Präsidialvorstands und ab 1. September 1951 Leiter der Präsidialabteilung und Budgetreferent des Ministeriums. Mit 1. Jänner 1953 erfolgte Pruckners Ernennung zum Präsidialvorstand; ein Jahr später wurde er mit 1. Jänner 1954 zum Ministerialrat ernannt. In seiner Funktion als Budgetreferent wurde er mit der Sonderaufgabe der finanziellen Organisation der Olympischen Winterspiele 1964 in Innsbruck betraut. Am 1. Jänner 1963 erfolgte die Ernennung des Niederösterreichers zum Sektionschef und Leiter der Sektion IV (Volkserziehung). Den damaligen Unterrichtsminister Heinrich Drimmel kannte er bereits von seiner früheren Studienzeit an der Universität Wien. Die von Pruckner betreute Sektion war damals für verschiedene Bereiche – darunter das Sportwesen, die Bundessportschulen und -sportheime, die außerschulische Jugenderziehung und die Volksbildung – zuständig. Neben der Organisation der Olympischen Winterspiele 1964 war er auch an der Organisation der ebenfalls in Innsbruck stattgefundenen Olympischen Winterspiele 1976 beteiligt. Mit 1. September 1976 feierte Pruckner mit 65 Jahren seinen Pensionsantritt.

### Funktionärstätigkeiten im Sport
Parallel zu seiner Beamtenlaufbahn bzw. bereits davor trat Pruckner als Sportler und Sportfunktionär in Erscheinung. Als aktiver Sportler war er beim Reichsbund für Turnen und Sport aktiv. Nach 1945 war er Fußballschiedsrichter in der damaligen Staatsliga und war nebenbei auch als Sportjournalist tätig. In weiterer Folge hatte er verschiedene ehrenamtliche Sportfunktionen inne. Beispielsweise war er von 1962 bis 1969 Präsident des Staats- bzw. Nationalliga-Klubs SK Rapid Wien und dadurch gleichzeitig Vizepräsident der Österreichischen Fußball-Staats- bzw. Nationalligakommission. Bereits davor hatte er das Amt des Vizepräsidenten des Vereins bekleidet. Als Ende der 1960er Jahre eine Reihe von prominenten Vertretern des Klubs, darunter der ehemalige Spieler Gerhard Hanappi oder der Klubarzt Oswald Schwinger, eine sogenannte Rapid-Opposition gegründet hatten, kam es zu teilweise öffentlich ausgetragenen Streitigkeiten zwischen der Opposition und der Führungsriege rund um den Präsidenten Heinz Pruckner, in deren Folge Schwinger vom Verein ausgeschlossen wurde und auch ein Verfahren gegen Hanappi anhängig war. 1969 trat er die Nachfolge von Heinrich Drimmel als Präsident des Österreichischen Olympischen Comités an, legte dieses Amt jedoch 1972 wieder nieder. Hauptgrund hierfür war die Nichterteilung der Starterlaubnis für den Skirennläufer Karl Schranz bei den Olympischen Winterspielen 1972 in Sapporo, Japan, was Pruckner viel Kritik einbrachte. Dabei ging es um die Frage, ob die gesamte Mannschaft abreisen sollte, was Pruckner jedoch für überzogen hielt. Dabei geriet er auch mit dem damaligen Unterrichtsminister Fred Sinowatz, der die Situation anders beurteilte und einen Boykott der österreichischen Delegation forderte, aneinander. Vor der Wohnungstür Pruckners wurde daraufhin sogar ein Brandanschlag verübt, wie Die Furche in einem Artikel am 19. Februar 1972 berichtete.
Am 4. Juli 1979 starb er 68-jährig in Wien-Ottakring. Neben seiner Frau Ernesta, die 1988 starb, hinterließ er auch noch die beiden gemeinsamen Söhne Gerhard und Werner, die ebenfalls beide Mitglieder der Norica waren. Am 11. Juli 1979 wurde er im Familiengrab auf dem Dornbacher Friedhof (Gruppe 4, Nr. 31) beerdigt.

## Auszeichnungen
- Großes Ehrenzeichen für Verdienste um die Republik Österreich
- Großes Goldenes Ehrenzeichen für Verdienste um die Republik Österreich
- Großes Silbernes Ehrenzeichen mit dem Stern für Verdienste um die Republik Österreich
- Komturkreuz des iranischen Tadj-Ordens
- Komturkreuz des Landes Burgenland
- Österreichische Olympia-Medaille
- Komturkreuz des Spanischen Orden Alfons X. des Weisen
- Kriegsverdienstkreuz I. Klasse
- Kriegsverdienstkreuz II. Klasse